# 尾張黒田藩
尾張黒田藩（おわりくろだはん）は、関ヶ原の戦いの時点で尾張国葉栗郡の黒田城（現在の愛知県一宮市木曽川町黒田）を居城としていた一柳直盛の領国を「藩」と捉えた呼称。一柳直盛は関ヶ原の戦いで東軍に付き、戦後の1601年に加増を受けて伊勢神戸藩に移された。

## 歴史
小田原征伐後の天正18年（1590年）、戦死した一柳直末の跡を継いだ弟の一柳直盛は、豊臣秀吉から尾張国葉栗郡西部で3万石を与えられ、黒田城主となった。中世の黒田には鎌倉街道の宿駅があって「黒田宿」と呼ばれ、同時に交通の要衝としてしばしば合戦場にもなった。
天正18年（1590年）には織田信雄に代わって豊臣秀次が清洲城に入っているが、『一柳家記』によれば直盛は豊臣秀次からも5000石を賜ったという。『寛政重修諸家譜』では5000石加増の時期を天正20年/文禄元年（1593年）とするが、加増した主体は記していない。『角川日本地名大辞典』によれば、天正20年/文禄元年（1593年）に美濃国本巣郡内で4566石（一説に5000石）加増とある。
慶長5年（1600年）の関ヶ原の戦いにおいて、一柳直盛は徳川家康に与した。8月22日、河田の渡し付近での木曽川渡河（河田木曽川渡河の戦い）の際には、先陣を主張して池田輝政と争った。『一柳家記』によれば、「居城よりわずか1,2里にある領知の川」を渡るのであるから先陣を譲ることはできないと激怒し、輝政に詰め寄ったという。『寛政重修諸家譜』では、この辺が所領に近かったために川の状況を知っており、前夜のうちに士卒に川の浅深を測らせていたために、木曽川を先陣を切って渡ることができたという。
木曽川渡河後も、岐阜城攻めや長松城守備で功績を挙げた。翌慶長6年（1601年）、直盛は1万5000石の加増を受け、伊勢国神戸藩に5万石で移された。この加増は、関ヶ原の戦いの論功行賞と見なされている。
黒田は、62万石の領主となって清洲城に入った徳川家康の四男松平忠吉の所領（清洲藩・尾張藩も参照）として組み込まれた。以後、黒田を中心とする藩は置かれていない。
黒田城主としての直盛は、黒田の町割を改め、荒廃していた白山神社を再建して祭礼を復興させたという。黒田の人々は江戸時代になっても廃城となった黒田城跡を「一柳様御館跡」「一柳様御城跡」と呼び、白山神社の祭礼では直盛が奉納した鎧を中心として練り歩いたという。現代においても白山神社は「一柳監物直盛公ゆかりの宮」を掲げている。

## 歴代藩主

### 一柳家
3万石。外様。
1. 一柳直盛（なおもり）